# لینکلن کاپری
لینکولن کاپری (Lincoln Capri) خودرویی است که در سال‌های ۱۹۵۲–۱۹۵۹تولید شده‌است.
این خودرو در کلاس خودرو لوکس قرار گرفته، ‌است. 